# Horta (Vila Nova de Foz Côa)
Horta ist eine Gemeinde (Freguesia) im portugiesischen Kreis Vila Nova de Foz Côa. In ihr leben 161 Einwohner (Stand 19. April 2021).